# Chalamont (tổng)
Tổng Chalamont là một tổng ở tỉnh Ain trong vùng Rhône-Alpes của Pháp.

## Địa lý
Tổng này được tổ chức xung quanh Chalamont ở quận Bourg-en-Bresse. Độ cao ở đây từ 218 m (Châtillon-la-Palud) đến à 331 m (Villette-sur-Ain) với độ cao trung bình 285 m.

## Hành chính
| Giai đoạn | Ủy viên            | Đảng | Tư cách |
| --------- | ------------------ | ---- | ------- |
| 2008-2014 | Gérard Branchy     | DVG  |         |
| 2001-2008 | Jean-Pierre Billot | DVD  |         |

## Số đơn vị
Tổng Chalamont groupe 8 xã và có dân số 4 931 dân (theo điều tra dân số năm 1999, số lượng không tính trùng).
| Xã                     | Dân số | Mã bưu chính | Mã insee |
| ---------------------- | ------ | ------------ | -------- |
| Chalamont              | 1 658  | 01320        | 01074    |
| Châtenay               | 308    | 01320        | 01090    |
| Châtillon-la-Palud     | 1 074  | 01320        | 01092    |
| Crans                  | 258    | 01320        | 01129    |
| Le Plantay             | 417    | 01330        | 01299    |
| Saint-Nizier-le-Désert | 489    | 01320        | 01381    |
| Versailleux            | 255    | 01330        | 01434    |
| Villette-sur-Ain       | 472    | 01320        | 01449    |

## Biến động dân số
| 1962                                                     | 1968  | 1975  | 1982  | 1990  | 1999  |
| -------------------------------------------------------- | ----- | ----- | ----- | ----- | ----- |
| 3 112                                                    | 3 374 | 3 421 | 3 960 | 4 294 | 4 931 |
| Nombre retenu à partir de 1962 : dân số không tính trùng |       |       |       |       |       |